# Северный внутригородской железнодорожный ход (Казань)
Северный внутригородской железнодорожный ход (тат. Шәһәрэче төньяк тимер юлы, Şähäreçe tönyaq timer yulı) — участок железнодорожного пути Казанского отделения Горьковской железной дороги на перегоне от станции Юдино до станции Дербышки, уводящий транзитные железнодорожные потоки (преимущественно грузовые поезда) в обход центральной части города Казани через территории зареченской части Казани и Советского района Казани, минуя станцию «Казань-Пассажирская».

## Общие сведения
Практически на всём протяжении хода, вдоль железнодорожного полотна находятся крупные производственно-складские предприятия, в том числе завод «Казметрострой», КМПО, КАПО им. Горбунова, в связи с чем от основного железнодорожного полотна отходит множество технических железнодорожных веток. Основным грузовым терминалом на данном отрезке пути является станция Восстание. Обход Казани Юдино — Дербышки был сдан в эксплуатацию в 1918 году, линия до Екатеринбурга в 1919.
На ходу к проведению Универсиады-2013 открыт транзитный мультимодальный транспортно-пересадочный узел «Казань-2» на базе существующей станции Восстание-Пассажирская и цоколя недостроенного здания «нового вокзала», корпус которого был на протяжении трёх десятилетий одним из главных городских долгостроев, а к 2011 году снесён для постройки на этом месте здания вокзала в другом виде. На этом вокзале производится посадка на поезда дальнего следования и пригородные Казанские электрички и имеется пересадка на Казанский метрополитен (станция «Северный Вокзал»), а также на пригородные и междугородные автобусы. От этого вокзала планируется сооружение в 2017 году наземной железнодорожной линии в Салават Купере городского поезда Казанской электрички длиной 10,6 км с 5 станциями, которая будет идти по реконструированным существующим подъездным и новым путям через городской посёлок Левченко и завод «Казаньоргсинтез» к новым «спальным» микрорайонам Салават Купере и Радужный.
Планируется, что в перспективе по ходу пройдёт наземная железнодорожная Кольцевая линия городского поезда Казанской электрички.

## Станции и остановочные платформы
К Северному внутригородскому обходному железнодорожному пути относятся станции и остановочные платформы казанских электропоездов между железнодорожными станциями Юдино, Восстание-Пассажирская («Казань-2») и Дербышки).

## Мосты, путепроводы и пересечения с дорогами
Северный внутригородской железнодорожный ход на всём своём протяжении пересекает ряд крупных путепроводов и мостов, а также проходит под автомобильными эстакадами:
- по путепроводу над Горьковским шоссе (перегон о.п. «787 км» — о.п. «Левченко»)[5]
- под эстакадой улицы Васильченко (перегон о.п. «787 км» — о.п. «Левченко»)[6]
- по путепроводу над улицей Декабристов (ст. «Восстание-Пассажирская»)[7]
- железнодорожный переезд улицы Короленко (недействующий) (ст. «Восстание-Пассажирская»)[8]
- под эстакадой проспекта Фатиха Амирхана (перегон о.п. «795 км» — о.п. «797 км.»)[9]
- железнодорожный переезд пос. Брикетный (недействующий)(перегон о.п. «797 км» — ст. «Дербышки», до ж/д моста через Казанку)[10]
- железнодорожный мост через реку Казанка (Мост Горбатый) (перегон о.п. «797 км» — ст. «Дербышки»)[11]
- железнодорожный переезд улиц Торфяная — 3-я Станционная (в пос. Станция Дербышки и дачный сектор) (перегон о.п. «797 км» — ст. «Дербышки»)[12]

## Фотографии

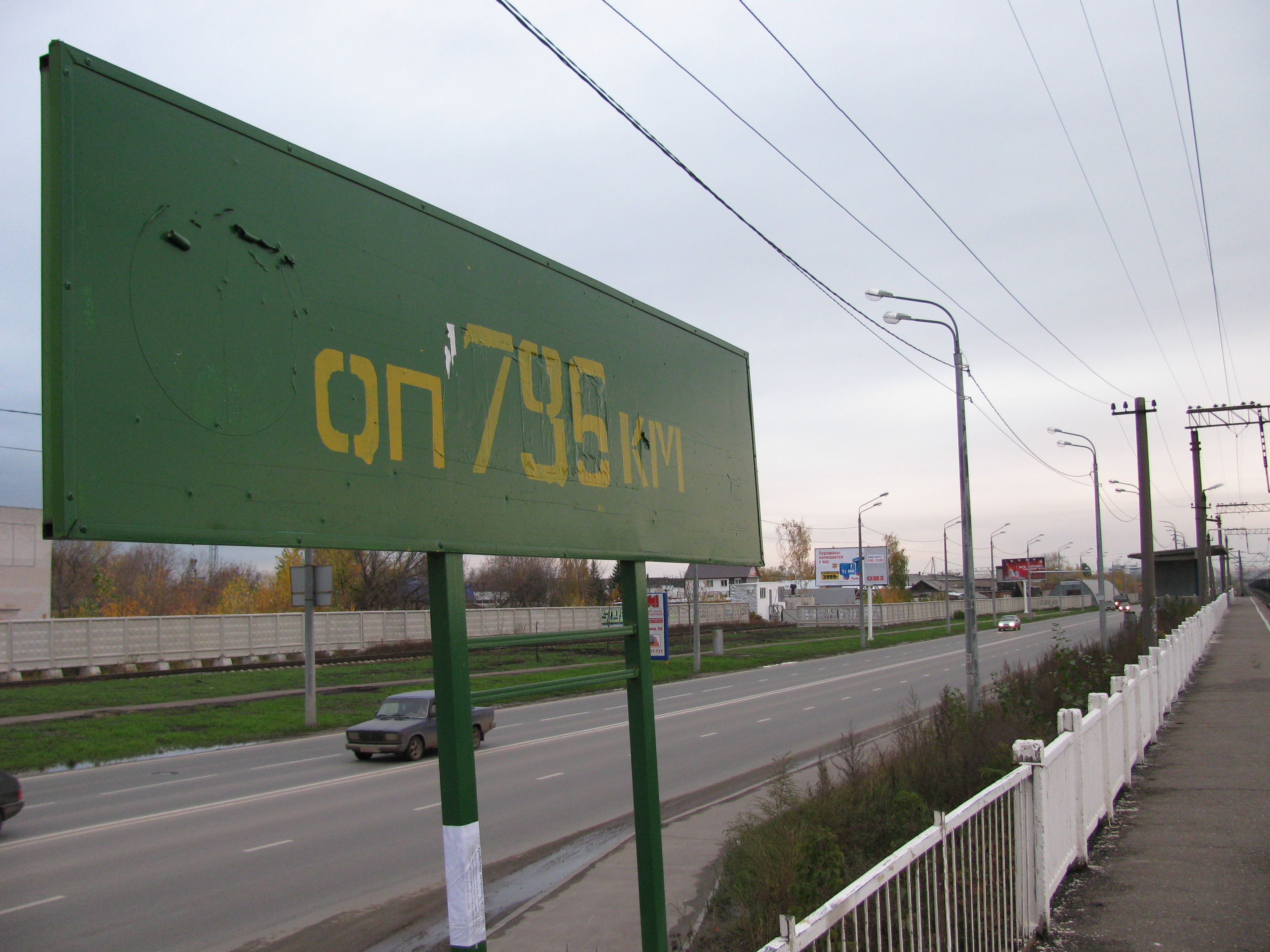
о.п. «795 км»
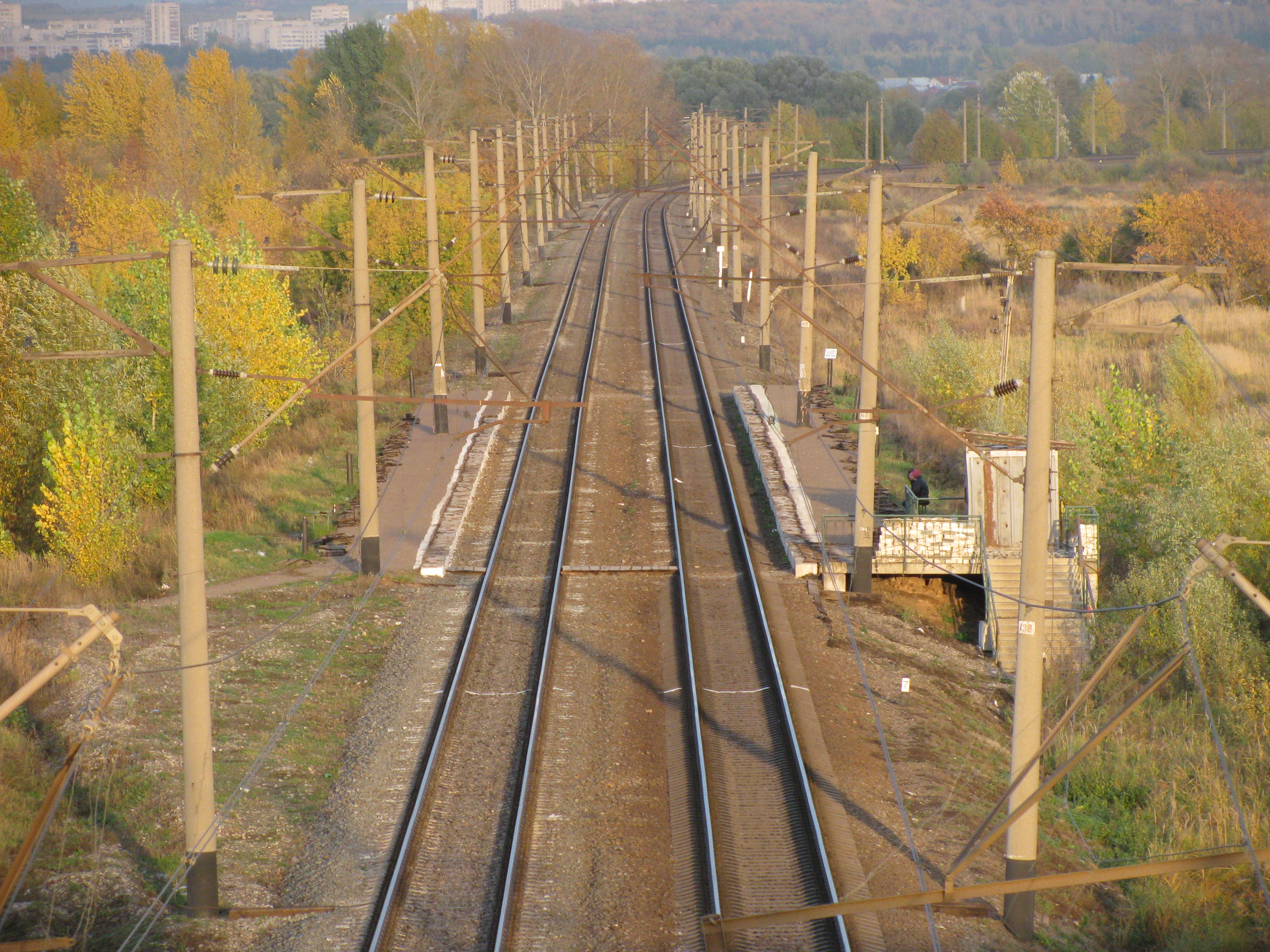
Железнодорожное полотно Северного внутригородского железнодорожного хода (вид с эстакады проспекта Амирхана)
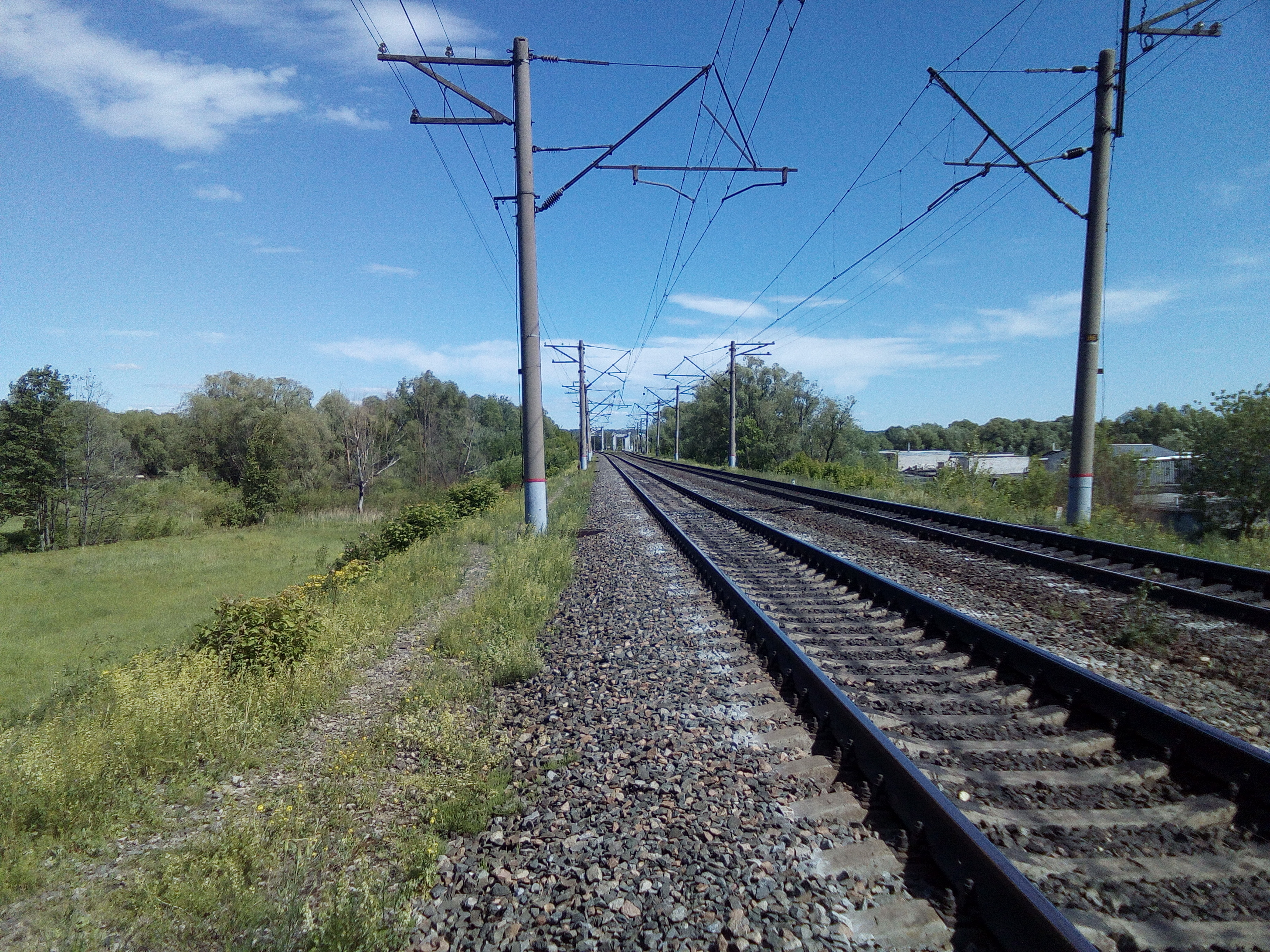
Северный обходной путь, 779 км
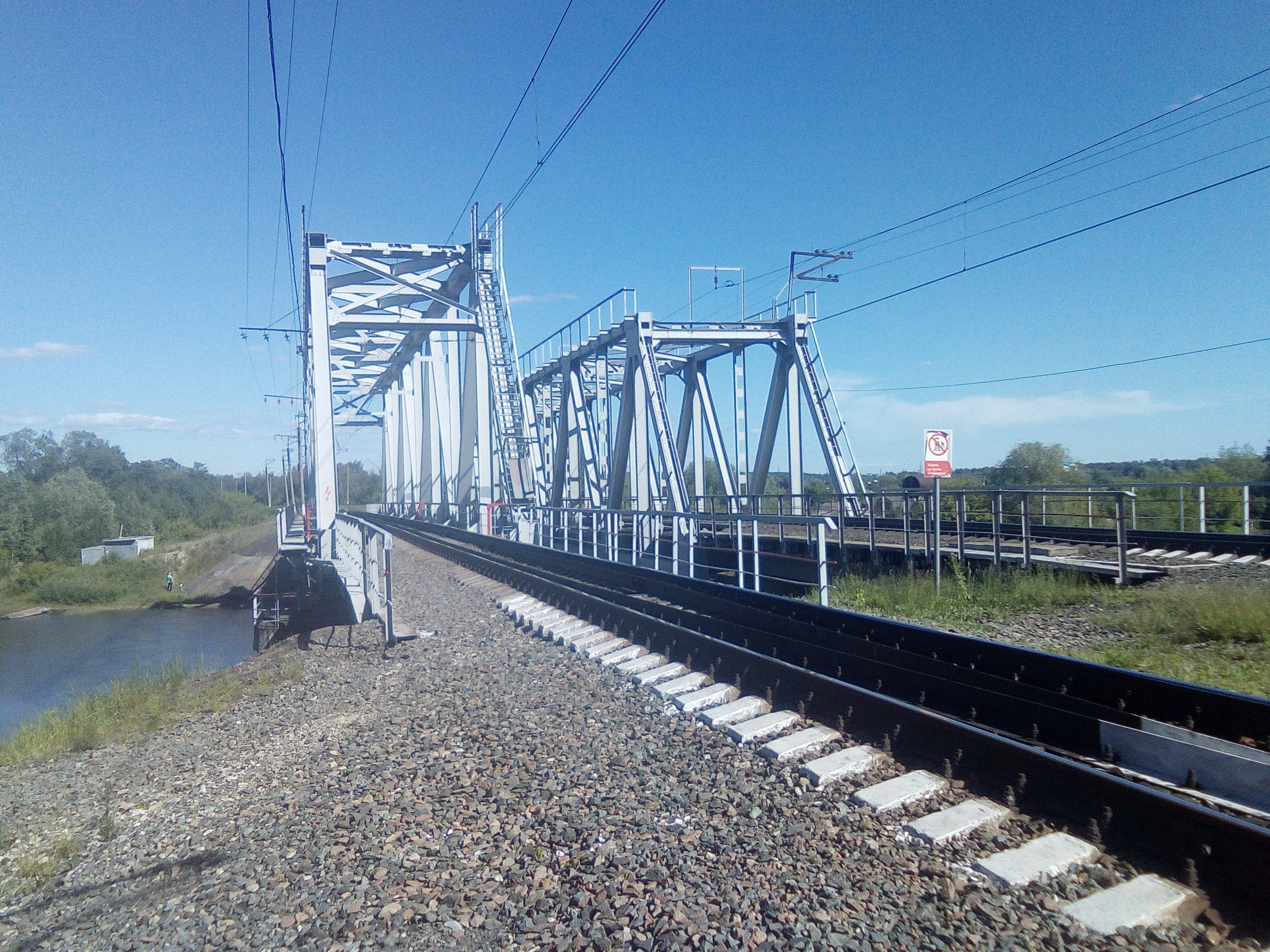
ж/д Мост через р. Казанка